# Le streghe di Salem
Le streghe di Salem (The Lords of Salem) è un film del 2012 scritto e diretto da Rob Zombie.

## Trama
Heidi Laroque lavora come dj per un'emittente radio di Salem, nel Massachusetts, assieme a Herman "Whitey" Salvador e Herman Jackson. Un giorno le viene recapitato un disco dello sconosciuto gruppo "I signori": Whitey e Heidi decidono di ascoltare il disco e, fin dalle prime note, la ragazza cade in una specie di trance. Il giorno successivo, dopo un'intervista allo scrittore Francis Matthias, il disco viene mandato in onda durante il programma di Heidi e, mentre la musica si diffonde, alcune donne della città cadono in una trance simile a quella della donna. Rientrata a casa fa la conoscenza di Sonny e Megan, sorelle di Lacy, proprietaria dello stabile in cui lei risiede. Quella notte, Heidi entra nell'appartamento numero 5, in cui, davanti a una croce di neon, cade nuovamente in trance e riceve la visita di una donna che le chiede di dare a lei il suo re.
La mattina dopo la donna cerca rifugio in una chiesa, ma viene colpita da delle tremende visioni. Nel frattempo, Francis scopre che le note presenti nel disco de I signori sono riprese da un breve spartito presente nel diario del reverendo Jonathan Hawthorne, che, nel 1692, aveva condannato al rogo sette donne, ritenendole colpevoli di stregoneria. Si reca, quindi, da uno studioso che gli rivela che Margaret Morgan, considerata il capo della setta messa al rogo, aveva lanciato una maledizione sugli eredi del reverendo: una donna tra di loro avrebbe dato alla luce il figlio di Satana. Heidi, in preda alla disperazione e alla paranoia, ricomincia a drogarsi.
La mattina successiva, mentre è stordita dagli effetti della droga, Heidi viene prelevata da Lacy, Sonny e Megan che la conducono nell'appartamento n. 5: qui le viene affidato il seme del diavolo e, tornata dalle tre donne, viene accolta come la nuova salvatrice. Francis, intanto, scopre che il vero nome di Heidi è Adelheid Helizabeth Hawthorne e che quindi è discendente diretta del reverendo Hawthorne. Decide allora di andare da lei e dirle quello che ha scoperto, ma viene ucciso da Sonny. Nel frattempo, Whitey porta Heidi al concerto che I signori terranno quella sera a Salem, ma, una volta giunti sul posto, Heidi chiude fuori dalla porta i suoi colleghi. Nel teatro in cui si dovrebbe svolgere il concerto, Sonny Lacy e Megan invocano Satana e sul palco appaiono le sette donne della setta condannate al rogo nel 1692. Durante un rito, le dieci donne estraggono il figlio di Satana dal ventre di Heidi. Dopo il parto, quest'ultima si ritrova idolatrata su un cumulo di donne, tutte discendenti dei padri fondatori di Salem, suicidatesi per volere della setta.

## Produzione
Liberamente ispirato dal processo alle streghe di Salem, il film prende vita nel mese di marzo 2011 ed entra in fase di pre-produzione. Sid Haig rivela che agli attori sono state date solo le loro parti di sceneggiatura per non rivelare la trama completa e non perdere suspense all'interno del cast. Il regista Rob Zombie descrive questo film come «Ken Russell alla regia di Shining».
Il budget del film è di circa 1,5 milioni di dollari, mentre le riprese iniziarono il 17 ottobre e terminarono il 10 dicembre 2011. Il film viene girato negli Stati Uniti d'America, negli stati della California (nelle città di Los Angeles e Santa Clarita) e nel Massachusetts (nella città di Salem, nota per il famoso processo alle streghe).

## Promozione
Il primo teaser trailer del film è stato pubblicato il 3 ottobre 2012 in esclusiva per il sito deadline.com, mentre il 5 febbraio 2013 è stato diffuso online un nuovo trailer, assieme alla versione italiana del precedente.

## Distribuzione
La pellicola viene presentata al Toronto International Film Festival il 10 settembre 2012 ed al Sitges - Festival internazionale del cinema fantastico della Catalogna l'8 ottobre 2012.
Il film sarebbe dovuto uscire in anteprima mondiale il 18 aprile 2013 in Italia, per poi arrivare negli Stati Uniti il 26 aprile. La data di uscita in Italia è stata successivamente posticipata dalla Notorious Pictures al 24 aprile.

### Divieti
In Italia il film era stato inizialmente vietato ai minori di 18 anni per la «truculenza di alcune scene, il contenuto di carattere blasfemo, l'atmosfera altamente ansiogena e il pericolo di emulazione per sette sataniche». A seguito di tale decisione la casa di distribuzione Notorious Pictures ha presentato ricorso contro tale restrizione, ricorso poi accolto dalla commissione di revisione cinematografica che con decreto ministeriale dell'8 aprile 2013 ha deciso di abbassare il divieto ai minori di 14 anni, suscitando però le polemiche di alcuni suoi membri.

## Romanzo
Una versione romanzata, basata sulla sceneggiatura del film e scritta a quattro mani dallo stesso Zombie e da BK Evenson, è stata pubblicata il 12 marzo 2013. Il libro contiene passaggi che sono stati tagliati dal montaggio finale del film, mentre altri sono stati ampliati o approfonditi, dimostrandosi, in alcuni particolari, piuttosto differente dal film.